# Condino
Condino és un antic municipi italià, dins de la província de Trento. L'any 2007 tenia 1.518 habitants. Limitava amb els municipis de Bagolino (BS), Breno (BS), Brione, Castel Condino, Cimego, Daone, Storo i Tiarno di Sopra.
L'1 de gener 2016 es va fusionar amb els municipis de Cimego i Brione creant així el nou municipi de Borgo Chiese, del qual actualment és una frazione.

## Administració
| Període | Identitat         | Partit        |
| ------- | ----------------- | ------------- |
| 2005-   | Giorgio Butterini | Llista cívica |